# Inés de Évreux
Inés de Évreux (en francés: Agnès d'Évreux; c. 1045-c. 1089) era hija de Ricardo, conde de Évreux, y de Godehilda.
Antes de casarse con Ricardo, su madre Godehilda se casó con Roger I de Tosny, señor de Conches, y había dado a luz a varios hijos, entre estos a Raúl II de Tosny.
Simón, señor de Montfort-l'Amaury, viudo de Isabel de Broyes, había pedido la mano de Inés, pero el conde de Évreux no había dado una respuesta favorable a la solicitud, por razones que la historia no conoce o no ha transmitido. Fue entonces cuando Raúl de Tosny decidió secuestrar a Inés para llevarla a Montfort. Simón e Inés pudieron casarse y, en agradecimiento, Raúl se casó con Isabel de Montfort, hija de Simón y su primera esposa.
Inés tuvo cuatro hijos:
- Ricardo (fallecido 1092), señor de Montfort;
- Simón II (fallecido en 1101), señor de Montfort;
- Bertrada de Montfort (fallecida en 1117), se casó en 1089 con Fulco IV (1043-1109), conde de Anjou, luego en 1092 con Felipe I de Francia;
- Amalarico III (fallecido en 1137), señor de Montfort y conde de Évreux.

Simón murió en 1087. Inés probablemente murió en esa fecha, porque la tutela de su hija Bertrada fue confiada a su hermano Guillermo de Évreux.